# Southern Football League Division One East
La Southern Football League Division One East était un championnat anglais de non-league football mis en place et géré par la Southern Football League de 1999 à 2006. Baptisé Southern Football League Eastern Division à sa création, il fut renommé en 2004. Le championnat occupait le huitième rang du système pyramidal anglais au même niveau que les Southern Football League Division One West, Northern Premier League First Division et Isthmian Football League First Division.

## Histoire
En 1999, la Southern Football League remplaça les Midland Division et Southern Division par les divisions One East et One West. Après une restructuration en 2006, la ligue supprima les deux nouveaux championnats et créa à la place les Division One South and West et Division One Midlands. En raison du remodèlement des frontières géographiques des différentes ligues, la majorité des clubs de Division One East rejoignit l'Isthmian Football League.

## Organisation
En fin de saison, le champion, vice-champion et le vainqueur des séries éliminatoires (troisième à la sixième place) étaient promus en Southern Football League Premier Division ou Isthmian Football League Premier Division, l'affectation dépendant de leur situation géographique. Les 2 derniers clubs étaient relégués au neuvième niveau du système pyramidal.

## Palmarès
| Saisons   | Nom du championnat                        | Champion           |
| --------- | ----------------------------------------- | ------------------ |
| 1999-2000 | Southern Football League Eastern Division | Fisher Athletic FC |
| 2000-2001 | Southern Football League Eastern Division | Newport FC         |
| 2001-2002 | Southern Football League Eastern Division | Hastings United FC |
| 2002-2003 | Southern Football League Eastern Division | Dorchester Town FC |
| 2003-2004 | Southern Football League Eastern Division | King's Lynn FC     |
| 2004-2005 | Southern League Division One East         | Fisher Athletic FC |
| 2005-2006 | Southern League Division One East         | Boreham Wood FC    |